# Jacob Lassner
Jacob Lassner (USA, 15 marzo 1935) è un orientalista e islamista statunitense.
Professore Emerito di Jewish Studies (cattedra Phillip M. & Ethel Klutznick) nella Northwestern University, 
il professore Lassner - discepolo ma non allievo di Shlomo Dov Goitein, come egli stesso ha specificato della Prefazione alla versione italiana (ridotta a un solo volume) del capolavoro del grande islamista tedesco dedicata al materiale rinvenuto della Ghenizah di Fustat - è specialista di storia medievale vicino-orientale, con particolare attenzione rivolta alle strutture urbane, alla cultura politica e alle relazioni ebraico-islamiche.

## Studi e riconoscimenti
Lassner ha conseguito un PhD nella Yale University nel 1963.
Lassner ha ricevuto premi e riconoscimenti dalla Guggenheim Foundation, dal National Endowment for the Humanities (NEH) e dall'American Council of Learned Societies-Social Science Research Council.  Tra essi va ricordato il Franz Rosenthal Prize, concessogli nel 2013 per la sua vita scientifica dedicata agli studi sul mondo islamico.

## Libri
- Islam in the Middle Ages (2010); coautore
- Competing Narratives, Contested Spaces: Memory and Communal Conflict in the Medieval Near East
- Jews and Muslims in the Arab World: Haunted by Pasts Real and Imagined (2007); coautore
- Islamic Revolution and Historical Memory: an inquiry (2005)
- Cairo's Ben Ezra Synagogue: a gateway . .  (2001)
- The Middle East Remembered; Forged Identities, Competing Narratives, Contested Spaces (2000)
- A Mediterranean Society: an abridgement in one volume (1999); coautore
- History of Al Tabari: The 'Abbasid Recovery : The War Against the Zanj (SUNY Series in Near Eastern Studies) (1987); coautore
- Islamic Revolution and Historical Memory (1986)
- The History of Al-Tabari (1984); coautore
- The Shaping of Abbasid Rule (1980)
- The Topography of Baghdad in the early Middle Ages; Text and studies by Jacob Lassner (1970); coautore
- Demonizing the Queen of Sheba: Boundaries of Gender and Culture in Postbiblical Judaism and Medieval Islam (Chicago Studies in the History of Judaism) (1993)